# Ipomoea pulcherrima
Ipomoea pulcherrima Ooststr., 1933 è una pianta rampicante della famiglia delle Convolvulacee, endemica del Perù.

## Conservazione
La Lista rossa IUCN classifica Ipomoea pulcherrima come specie vulnerabile.